# 小宮山洋子
小宮山 洋子（こみやま ようこ、1948年〈昭和23年〉9月17日 - ）は、日本のジャーナリスト、政治家。
厚生労働大臣（第14代）、内閣府特命担当大臣（少子化対策）（野田第1次改造内閣・野田第2次改造内閣）、厚生労働副大臣（菅直人第1次改造内閣）、衆議院議員（4期）、参議院議員（1期）、民主党財務委員長、NHK解説委員・アナウンサーを務めた。
元東京大学総長の加藤一郎は実父。現在の本名は「小宮山洋子」。出生名は「加藤洋子」。かつての本名は「根岸洋子」であった。

## 経歴
東京大学総長や成城学園学園長を歴任した加藤一郎の娘として東京都に生まれた。母方の祖父は大蔵大臣や初代大東亜大臣を務めた青木一男、父方の祖父は北海道銀行頭取を務めた加藤守一。愛媛県知事を務めた青木重臣は大叔父。
成城大学文芸学部国文科では中西進のゼミに学ぶ。1972年に大学を卒業後、日本放送協会にアナウンサーとして入局（同期に橋本大二郎、須磨佳津江）。スタジオ102・1億人の経済・ニュースセンター630のキャスター、NHKニュースワイド、国会中継、国会討論会・政治座談会などの番組制作を担当。入局当初の名義は「加藤洋子」。1974年2月より、結婚後の姓である「小宮山」を使用。1990年6月から1998年3月までNHK解説委員を務めた。
1998年3月に日本放送協会を退職し、同年7月の第18回参議院議員通常選挙に民主党の比例区から立候補し初当選。1期務め、参議院環境委員長等を歴任した。
2003年4月27日執行の、石井紘基死去に伴う衆議院東京6区補欠選挙に「石井の遺志を受け継ぐ」として立候補した。立候補に伴い、公職選挙法の規定により同年4月15日付で参議院議員を退職（自動失職）となった（欠員補充に伴う繰上当選は中島章夫）。補選では返り咲きを目指す元職の越智通雄らを破り当選、議席継承に成功した。
同年11月の第43回衆議院議員総選挙でも、自民党新人の越智隆雄（越智通雄の次男）らを破り、小選挙区勝利で再選。直後の菅直人を首班とするネクストキャビネット法務大臣、2004年5月代表や首班が岡田克也となっても留任。
2005年9月11日の第44回衆議院議員総選挙では前回と変わって越智隆雄に小選挙区で敗れたが、比例東京ブロックで比例復活した。同年9月12日、民主党代表の岡田克也が、総選挙大敗の責任をとり辞任を表明。岡田の辞任に伴う代表選挙（9月17日実施）では前原誠司の推薦人に名を連ねた。その後、衆議院青少年特別委員会委員長、党東京都総支部連合会副会長・会長代行（政策担当）を務めた。
2007年4月の東京都知事選に候補者として一時名前が取りざたされたが、不出馬の意向を表明した。
同年7月の第21回参議院議員通常選挙では、東京都選挙区での民主党公認の、大河原雅子の選挙対策本部長を務め、大河原はトップ当選した。
2009年8月、第45回衆議院議員総選挙で、民主党公認（国民新党・NTT労働組合の推薦）を受け、小選挙区で越智を破り、4選。
2010年6月7日、民主党財務委員長に就任。9月、菅直人第1次改造内閣で厚生労働副大臣に就任。
2011年8月26日、菅直人首相が民主党代表辞任を正式に表明。菅の辞任に伴う代表選挙（8月29日投開票）では前原誠司の推薦人に名を連ねた。9月、野田内閣で第14代厚生労働大臣に就任。厚生労働省発足後、初の女性厚生労働大臣である（旧厚生省時代には、中山マサが厚生大臣を務めている）。また、民主党政権の国務大臣では、初の女性衆議院議員である。
2012年4月、野田第1次改造内閣で内閣府特命担当大臣（少子化対策担当）を兼務。12月16日投開票の第46回衆議院議員総選挙では、小選挙区で越智と4度目の対決となるが敗北、比例東京ブロックでも復活当選できず落選した。
2013年1月24日、自身のウェブサイトで政界からの引退を表明し、15年間の政治生活に幕を引いた。引退後は東京都世田谷区から長野県北佐久郡軽井沢町に引越し、小宮山洋子政策研究会代表を務める。
2018年秋の叙勲で旭日重光章を受章。

## 政策・主張

### 禁煙運動に関する活動
- 嫌煙家として有名であり、禁煙行政に力を注いでいる[19]。超党派による禁煙推進議員連盟の発足に尽力し、事務局長を務めた[20][21]。たばこ税の増税について、2010年9月のインタビューで「なるべく早く先進国並みの1箱600円まで値上げ」「1箱1000円くらいまでは値上げしてもいい」と語り、そのメリットとして健康促進・受動喫煙減少・医療費削減・未成年者の喫煙防止・寝たばこ火災抑制の5つを挙げている[22]。税収の増加分に関しては「健康や福祉に還元していきたい」としている[23]。
- 厚生労働大臣就任後の2011年（平成23年）9月5日の厚生労働省にて行われた定例記者会見で、たばこ税の増税に言及した[24]。

と記者に対して答弁した。たばこ及びたばこ税の所管官庁は財務省であり、同じNHK出身の安住淳財務大臣は、小宮山の発言に「厚労省の越権行為である」と不快感を示した。

### 選択的夫婦別姓
選択的夫婦別姓制度の導入に積極的な立場である。「氏名は人格権ですから、長年使ってきたものを使い続けたい、あるいはアイデンティティーの尊重、姓を変えると自分が自分でなくなったように感じる状況は変えるべきである。通称利用では十分対応できない」と述べている。なお、同制度導入を求める法務省法制審議会の答申は、小宮山の父である加藤一郎が、民法部会長としてまとめたものである。

### 活動
- 1999年、国旗及び国歌に関する法律案の参議院本会議における採決で反対票を投じた[29]。
- 1999年、日本の戦争責任資料センター代表の荒井信一が主催する「恒久平和調査局設置を求める院内集会」に参加して『今年(1999年)5月に民主党の訪中団が、中国の方から一緒にこれのような調査が出来ないかという話があった。私は一緒に中国と調査をやるには最初に日本がきちんとしなければ、他の国と一緒にやることもできない。真相がきちんと調査される恒久平和調査局の設置に力を尽くしたい。また、日本の子供らに教科書によって真実を伝えるようにしていくことも大切だ。』と述べた[30]。

## 人物

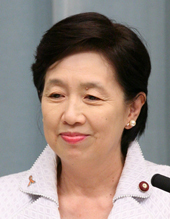
2011年9月2日、野田内閣での厚生労働大臣就任会見にて

- 「傍聴席から見下ろすと、紺やグレーの背広を着た男性議員ばかりの議場は「ドブネズミ色」に見える」[31]と発言したことがある。
- 成城学園高校時代の同期生に歌手の森山良子と作家の筒井ともみがおり、3人揃ってのテレビ共演歴もある[32]。
- 2011年（平成23年）の東北地方太平洋沖地震に対する、不完全な日本国政府の対応について「初めてのことであったから」と発言した[33]。
- 前原グループの幹部だが、前原誠司の2011年民主党代表選挙への出馬には慎重論を唱えた[25]。
- NHK入局後2年目に結婚、3人の息子を育てた[34]。スタディサプリ教育AI研究所所長で、東京学芸大学大学院教育学研究科准教授の小宮山利恵子は義理の娘（息子の妻）[35]。

## 発言
- 2009年（平成21年）3月27日の党代議士会で、小沢一郎党代表が政治資金規正法違反疑惑後も代表続投を表明したことに対し、検察と裁判で戦うことは応援するとした上で「新しい体制をつくってほしいという人が圧倒的に多い」「代表の近くにいる人だけでなく、国民の声を聴いて自らご判断をいただきたい」と述べた[36][37]。
- 自民党の参議院議員三原じゅん子は、2012年（平成24年）2月7日の参議院予算委員会において、小宮山が子宮頸癌のヒトパピローマウイルスワクチン接種に関する費用負担に関して「虚偽答弁」をしていたとして「女性の命を軽視している。女性の敵だ」と非難した[38]。3月12日、参議院予算委員会にて小宮山は「正しくは、定期接種の自己負担については一類、二類疾病とも市町村の判断によります。また、疾病区分はまだ決定していませんが、仮に二類疾病になれば健康被害救済の水準は現在よりも下がります。以上、訂正するとともに、委員の質問の趣旨を的確に理解せず審議を混乱させたことをおわび申し上げます。」と答弁した[39]。

## 所属していた団体・議員連盟
- 在日韓国人をはじめとする永住外国人住民の法的地位向上を推進する議員連盟
- 恒久平和のために真相究明法の成立を目指す議員連盟
- 禁煙推進議員連盟（事務局長）
- 地球規模問題に取組む国際議員連盟
- フリースクール環境整備推進議員連盟
- 人権政策推進議員連盟

## 出演番組
- スタジオ102[9]
- 1億人の経済[40]
- ニュースセンター630
- NHKニュースワイド[41]
- 国会中継
- 国会討論会・政治座談会
- ニュースと解説[42]